# Андреевка (Криничанский район)
Андре́евка (укр. Андріївка) — село,
Кудашевский сельский совет,
Криничанский район,
Днепропетровская область,
Украина.
Код КОАТУУ — 1222083502. Население по переписи 2001 года составляло 201 человек.

## Географическое положение
Село Андреевка находится на берегу реки Сухая Саксагань, которая через 2 км впадает в Макорстовское водохранилище,
выше по течению на расстоянии в 1 км расположено село Благословенная.
Река в этом месте пересыхает, на ней сделано несколько запруд.